# Xã Tama, Quận Des Moines, Iowa
Xã Tama (tiếng Anh: Tama Township) là một xã thuộc quận Des Moines, tiểu bang Iowa, Hoa Kỳ. Năm 2010, dân số của xã này là 1.088 người.